# The Deal (telefilme)
The Deal é um telefilme britânico de 2003, dirigido por Stephen Frears e escrito por Peter Morgan, baseado no livro The Rivals de James Naughtie. O filme retrata o acordo feito por Tony Blair e Gordon Brown pelo qual Brown não concorreria pela indicação do Partido Trabalhista nas eleições de 1994, para que Blair pudesse se tornar líder do partido e disputasse mais tarde disputasse o cargo de primeiro-ministro do Reino Unido. O filme começa em 1983, quando ambos são eleitos pela primeira vez para o Parlamento, e termina em 1994 no restaurante Granita – o local do suposto acordo – com um breve epílogo após a disputa pela liderança.
O filme é estrelado por David Morrissey e Michael Sheen como Brown e Blair e foi produzido pela Granada Television para a ITV. Depois que Frears concordou em dirigir e o elenco foi escalado, a ITV desistiu por temer que a sensibilidade política pudesse afetar sua fusão corporativa. O Channel 4 então pagou pela produção e as filmagens foram realizadas durante cinco semanas em maio de 2003. Foi ao ar em 28 de setembro de 2003, no fim de semana anterior à Conferência anual do Partido Trabalhista.
The Deal foi elogiado pela crítica, ganhando um British Academy Television Award de Melhor Drama Único e uma indicação ao Emmy Internacional de Melhor Telefilme ou Minissérie. Mais tarde, em 2006, Sheen se reuniu com Morgan, Frears e a produtora Christine Langan para reprisar seu papel como Blair em A Rainha, que retrata a morte da princesa Diana em 31 de agosto de 1997. Em 2010, Sheen novamente reprisou seu papel mais uma vez em The Special Relationship, que narra a relação entre Blair e o presidente dos EUA, Bill Clinton, até a posse do sucessor de George W. Bush, que foi transmitido pela BBC Two no Reino Unido e HBO na América do Norte.

## Produção
Douglas Henshall e Daniel Craig foram considerados para os papéis de Gordon Brown e Tony Blair, respectivamente, embora David Morrissey e Michael Sheen tenham sido anunciados como os protagonistas em março de 2003.
Em março de 2003, pouco antes do início das filmagens, a ITV abandonou seu plano de exibir o filme, alegando temores de que um filme tão politicamente sensível pudesse afetar a fusão corporativa Granada-Carlton, que deveria ser analisada na Competition Commission do governo. Em 24 horas, o Channel 4 apoiou a produção. Um orçamento de £ 2 milhões foi destinado ao filme.

## Elenco
- David Morrissey...	Gordon Brown
- Matt Blair	...	Ed Balls
- Michael Sheen	...	Tony Blair
- Dexter Fletcher	...	Charlie Whelan
- Paul Rhys	...	Peter Mandelson
- Jon Snow	...	Ele mesmo
- Gordon Kennedy	...	John Brown

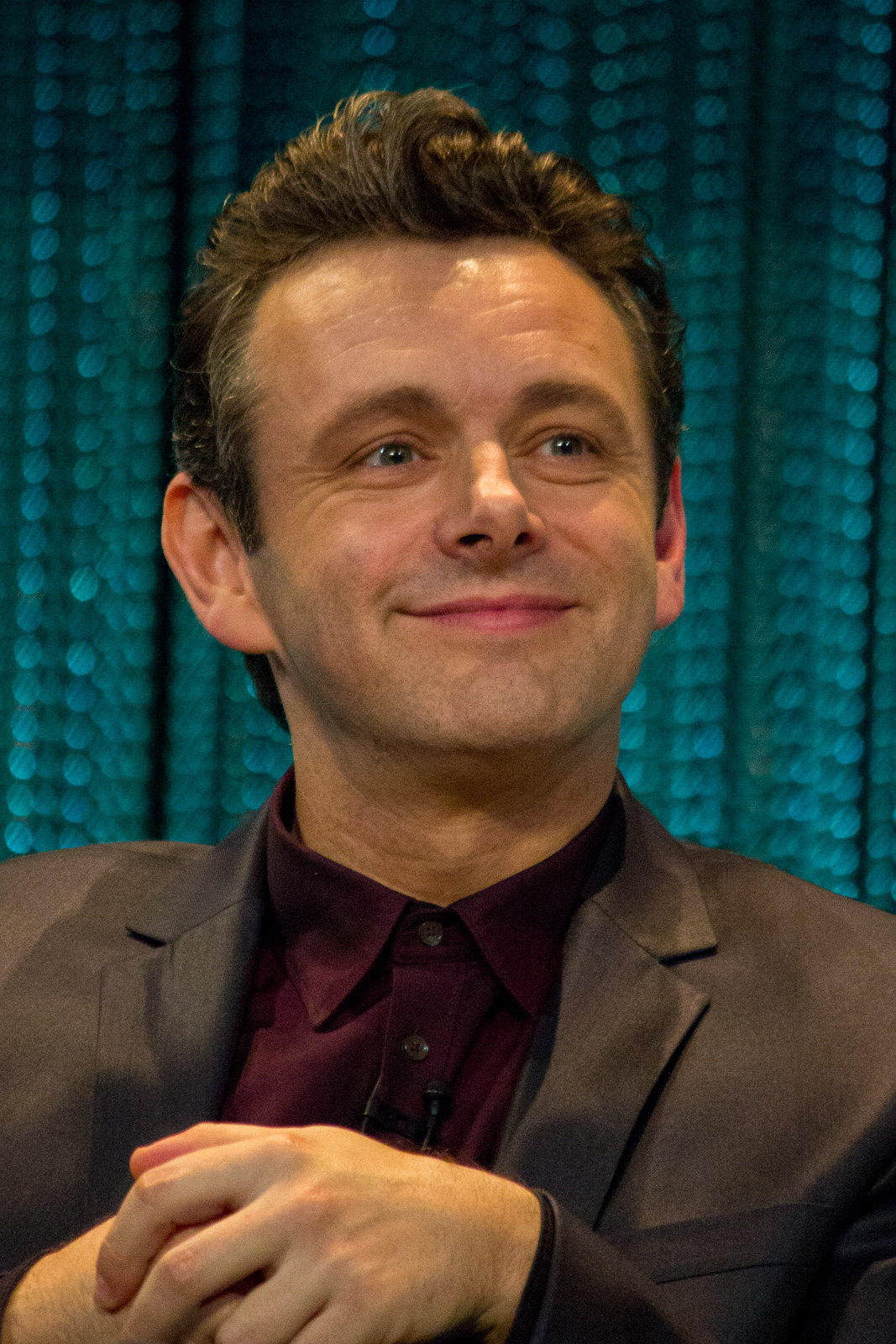
Michael Sheen fez sua primeira de três aparições como Tony Blair em The Deal.

- Elizabeth Berrington	...	Cherie Blair
- Valerie Edmond	...	Sheena McDonald
- Kananu Kirimi	...	Secretaria de Imprensa
- Joanna Scanlan	...	Sue Nye

## Recepção
Charlie Whelan no The Guardian elogiou o desempenho de Morrissey, mas criticou o roteiro de Morgan. Mark Davies, o repórter político da BBC News , criticou o viés do roteiro em relação ao desempenho aparentemente negativo de Brown e Sheen, mas admirou o desempenho de Morrissey, destacando a compreensão do ator sobre os tiques físicos de Brown. James Rampton, do Daily Express, destacou o equilíbrio entre drama e humor. Após a transmissão nos Estados Unidos - e em retrospectiva de The Queen - , Matthew Gilbert, do Boston Globe, chamou-o de "estritamente escrito e efetivamente atuado, e ainda assim funciona mais como uma recriação docudramática do que um vislumbre shakespeariano de tensão fraternal".

### Prêmios e indicações
| Ano  | Prêmio             | Categoria                      | Indicado | Resultado | Ref |
| ---- | ------------------ | ------------------------------ | -------- | --------- | --- |
| 2004 | BAFTA TV Awards    | Melhor Drama Único             | The Deal | Venceu    |     |
| 2004 | Emmy Internacional | Melhor Telefilme ou Minissérie | The Deal | Indicado  |     |